# Antonio Bertali
Antonio Bertali fue un compositor y violinista italiano de la época barroca nacido en marzo de 1605 y fallecido el 17 de abril de 1669.

## Biografía
Nació en Verona y allí recibió educación musical temprana. Probablemente en 1624, fue contratado como músico de la corte de Viena por el emperador Fernando II. En 1649 sucedió a Bertali Giovanni Valentini como maestro de capilla. Murió en Viena en 1669. 
Las composiciones de Bertali son similares a las de otros compositores del norte de Italia de la época e incluyen óperas, oratorios, un gran número de obras litúrgicas, alguna chacona y música de cámara. En particular, sus obras son notables para el establecimiento de la tradición de la ópera seria italiana en Viena. Aproximadamente la mitad de su producción se ha perdido, aunque algunas copias hechas por el contemporáneo de Bertali, Pavel Josef Vejvanovský, se encuentran actualmente en posesión de Hofbibliothek de Viena, la biblioteca de la Abadía de Kremsmünster y el archivo Kroměříž. La fuente más importante para el trabajo de Bertali es, sin embargo, el catálogo Distinta Specificatione vienés, que enumera varios compositores de la corte de Habsburgo y ofrece títulos y calificaciones de más de 2000 composiciones.

## Algunas composiciones

### Música vocal
- Missa Ratisbonensis (1636)
- Lamento della regina d'Inghiterra
- Réquiem pro Ferdinando II (1637)

### Ópera
- L'inganno d'amore; 1653, Ratisbona
- Theti favola dramatica; 1656, Viena
- Il re Gilidoro favola; 1659, Viena
- La magia delusa; 1660
- Gli amori d'Apollo con Clizia; 1661, Viena
- Il Ciro crescente 3 Intermezzi zu Il pastor fido; 1661, Parco del Castello di Laxenburg
- La Zenobia di Radamisto; 1662
- L'Alcindo; 1665, Viena
- La contesa dell'aria e dell'acqua festa a cavallo; 1667, Viena

### Música instrumental
- Sonata Leopoldus I
- Tausend Gülden Sonate
- Ciaconna en do mayor para violín y bajo continuo

## Fuente
- Esta obra contiene una traducción  derivada de «Antonio Bertali» de Wikipedia en inglés, publicada por sus editores bajo la Licencia de documentación libre de GNU y la Licencia Creative Commons Atribución-CompartirIgual 4.0 Internacional.